# هرادتشنو
هرادتشنو (به چکی: Hradečno) یک منطقهٔ مسکونی در جمهوری چک است که در شهرستان کلادنو واقع شده‌است.